# Lista över fornlämningar i Degerfors kommun
Lista över fornlämningar i Degerfors kommun är en förteckning av ett urval av de fornlämningar som finns i Degerfors kommun.

## Degerfors
| Namn          | Lämningstyp         | Tillkomsttid | Historisk indelning | Plats | Läge                 | ID-nr          | Bild                                 |
| ------------- | ------------------- | ------------ | ------------------- | ----- | -------------------- | -------------- | ------------------------------------ |
| Degerfors 148 | Lägenhetsbebyggelse |              | Degerfors, Värmland |       | 59.251735, 14.454290 | 12000000007118 | Ladda upp en bild av detta fornminne |

## Nysund
| Namn         | Lämningstyp  | Tillkomsttid | Historisk indelning | Plats | Läge                 | ID-nr          | Bild                                 |
| ------------ | ------------ | ------------ | ------------------- | ----- | -------------------- | -------------- | ------------------------------------ |
| Nysund 4:1   | Stenkrets    |              | Nysund, Närke       |       | 59.110343, 14.324534 | 10225600040001 | Ladda upp en bild av detta fornminne |
| Nysund 18:1  | Gravfält     |              | Nysund, Närke       |       | 59.112951, 14.328133 | 10225600180001 | Ladda upp en bild av detta fornminne |
| Nysund 32:1  | Röse         |              | Nysund, Närke       |       | 59.016852, 14.386221 | 10225600320001 | Ladda upp en bild av detta fornminne |
| Nysund 42:1  | Stensättning |              | Nysund, Närke       |       | 59.122940, 14.352040 | 10225600420001 | Ladda upp en bild av detta fornminne |
| Nysund 264:1 | Stensättning |              | Nysund, Närke       |       | 59.128016, 14.346443 | 10225602640001 | Ladda upp en bild av detta fornminne |
| Nysund 264:2 | Stensättning |              | Nysund, Närke       |       | 59.127767, 14.346880 | 10225602640002 | Ladda upp en bild av detta fornminne |